# Eclipse lunar de abril de 2014
| Eclipse total de luna 14-15 de abril de 2014                               | Eclipse total de luna 14-15 de abril de 2014 |
| -------------------------------------------------------------------------- | -------------------------------------------- |
| Eclipse lunar en California a las 7:44 UTC.                                |                                              |
| Previo                                                                     | Eclipse \| Eclipse total \| Saros            |
| Posterior                                                                  | Eclipse \| Eclipse total \| Saros            |
| La Luna pasando de derecha a izquierda a través de la sombra de la Tierra. |                                              |
| Saros                                                                      | 122 (56 de 74)                               |
| Duración (h:min:s)                                                         |                                              |
| Total                                                                      | 01:17:48                                     |
| Parcial                                                                    | 03:34:43                                     |
| Penumbra                                                                   | 05:43:54                                     |
| Contactos                                                                  |                                              |
| P1                                                                         | 04:54:51 UTC                                 |
| U1                                                                         | 05:59:27 UTC                                 |
| Máximo                                                                     | 07:45:38 UTC                                 |
| U4                                                                         | 9:34:09 UTC                                  |
| P4                                                                         | 10:38:45 UTC                                 |

Un eclipse lunar total ocurrió en la madrugada del 15 de abril de 2014, el primero de los dos eclipses lunares totales de dicho año. Este eclipse da inicio a una serie de cuatro eclipses totales, con una diferencia de seis meses aproximadamente, denominada tétrada de eclipses o Lunas de Sangre. Eclipses posteriores de la tétrada serán los de 8 de octubre de 2014, 4 de abril de 2015 y 28 de septiembre de 2015.

## Visualización

### Mapa
El siguiente mapa muestra las regiones donde fue posible ver el eclipse. En gris, las zonas que no observaron el eclipse; en blanco, las que sí lo vieron; y en celeste, las regiones que pudieron ver el eclipse durante la salida o puesta de la luna.

### Perspectiva de la Luna
| Esta simulación muestra la perspectiva desde la Luna al momento máximo del eclipse. |

### Simulación
La siguiente imagen muestra una apariencia aproximada de la luna en el momento en que esta pasa por el umbral de la tierra debido a que este eclipse es un eclipse total.

## Galería
- En el horizonte lunar en el primer plano, la Tierra pasa por delante del Sol, dejando al descubierto el anillo rojo de amaneceres y puestas de sol a lo largo del limbo de la Tierra
- El eclipse total de Luna 14/15 de abril 2014 en coordenadas ecuatoriales. El tiempo está en la hora UTC. Fuente: hemel.waarnemen.com

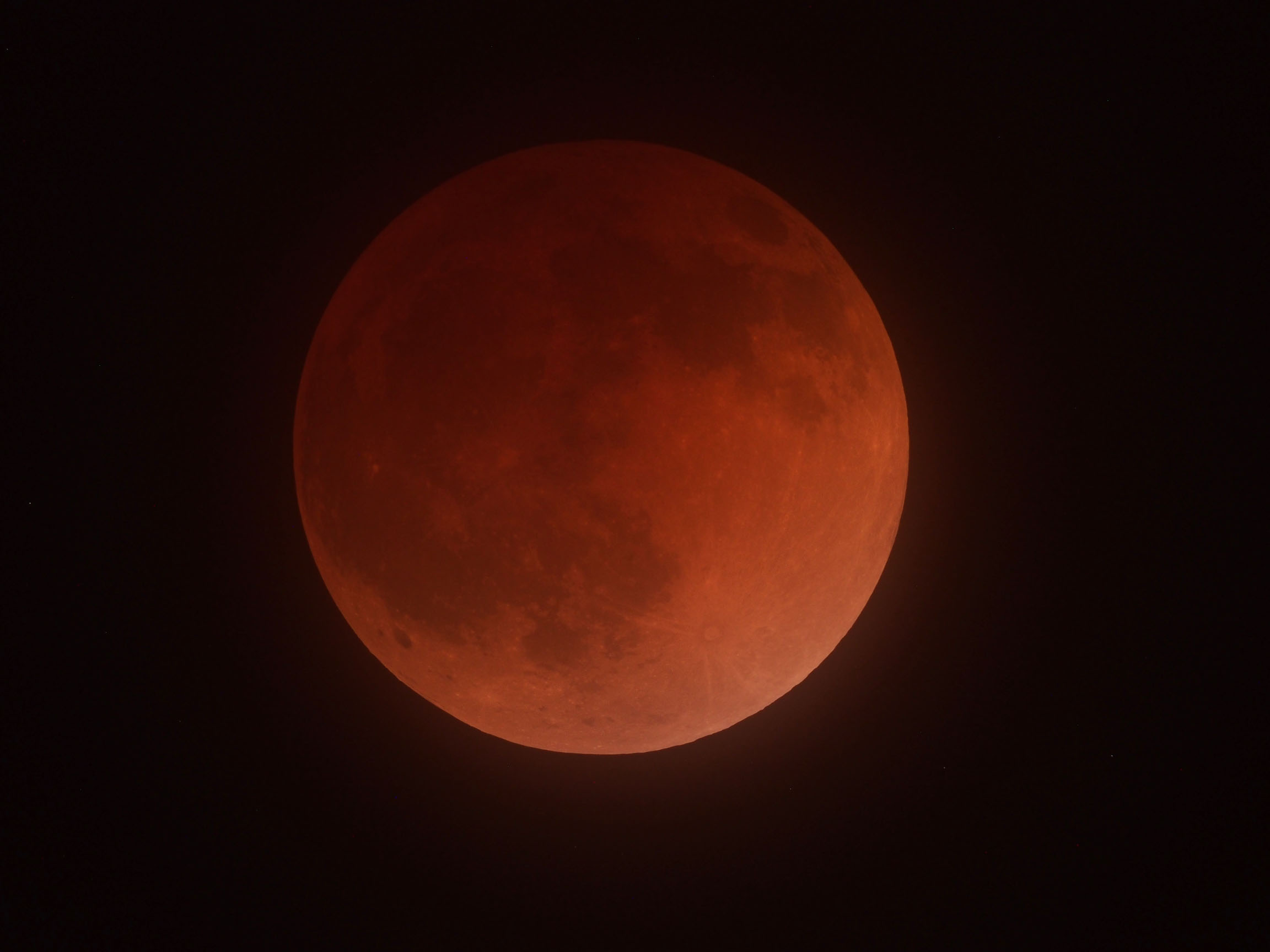
Fotografía desde San José, California, Estados Unidos
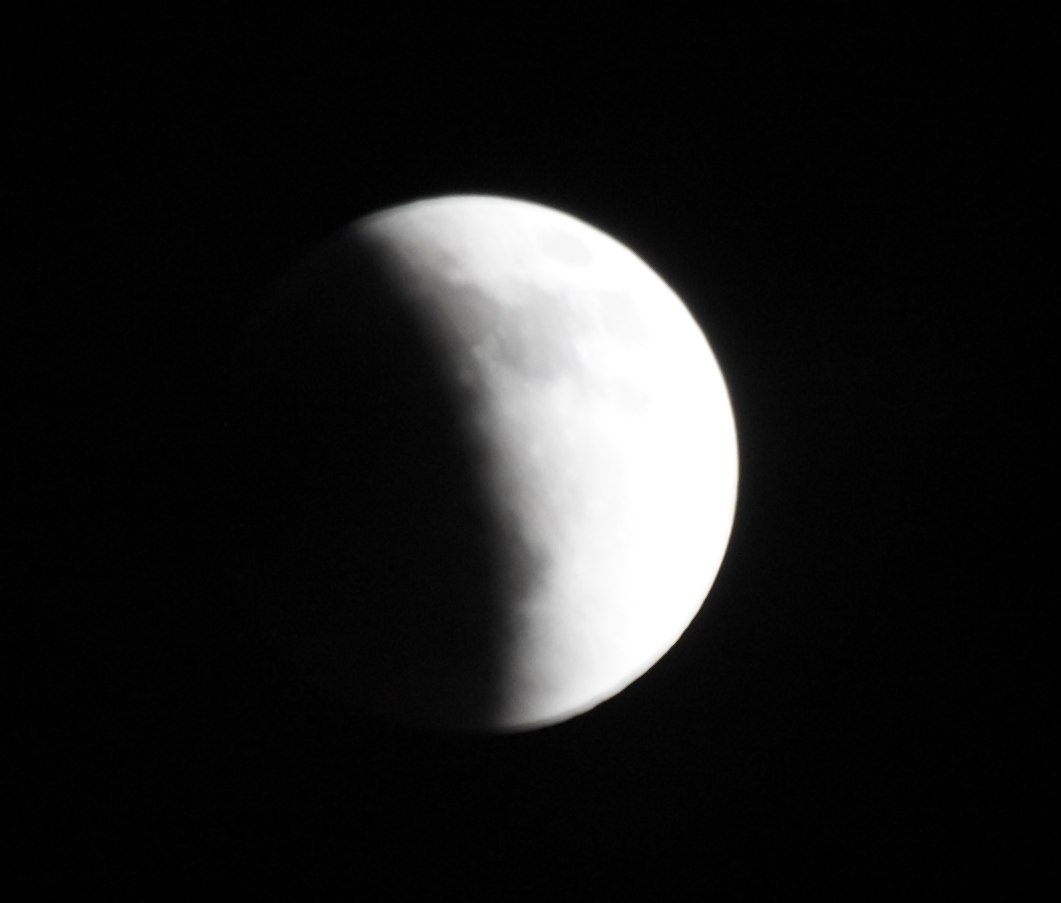
Eclipse parcial desde Rosemead, California, Estados Unidos.
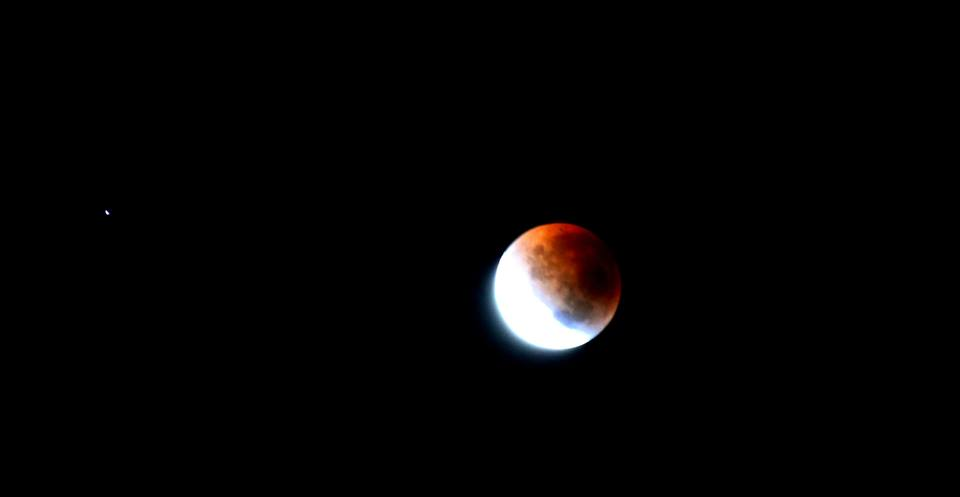
Fotos tomadas desde un campo cercano a la ciudad de Dolores, Uruguay, con buenas condiciones de visibilidad, sin trípode.
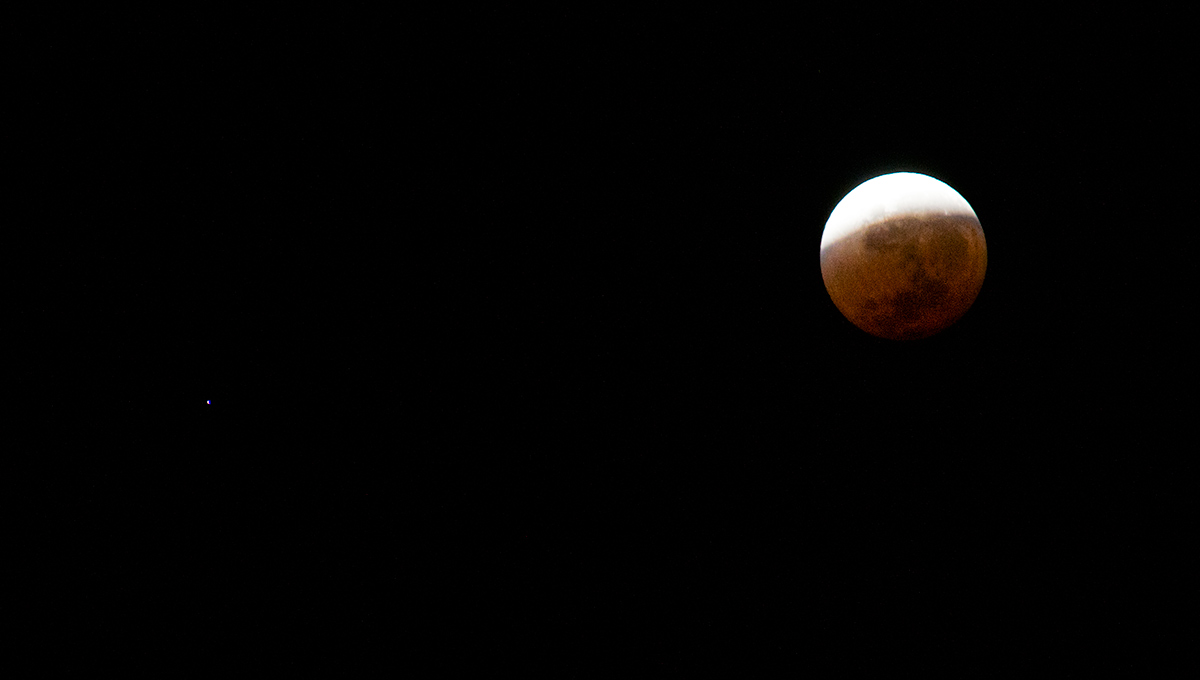
Eclipse lunar del 15 de abril de 2014, tomado desde Montevideo, Uruguay.
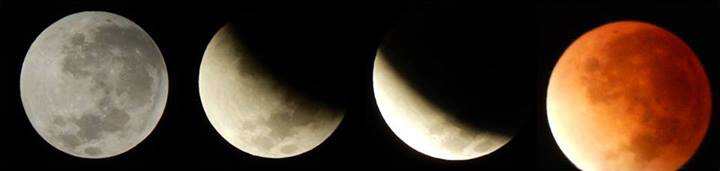
Fotos tomadas desde Montevideo, Uruguay
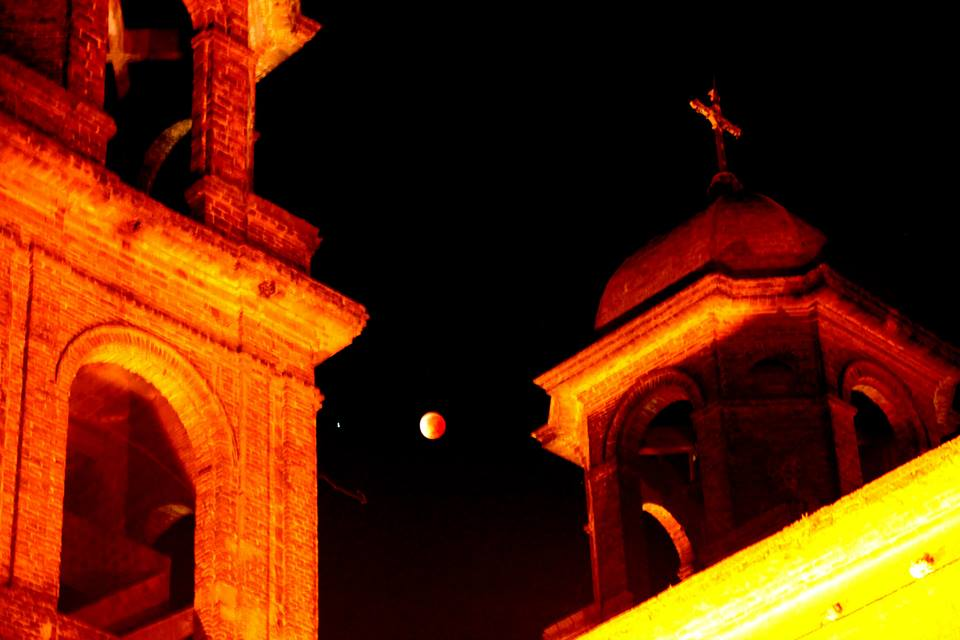
Fotos tomadas desde el centro de la ciudad de Dolores, Uruguay, se ve la luna roja, entre las dos torres de la iglesia.